# Midnight Hour
«Midnight Hour» (en español: «Hora de medianoche») es el segundo sencillo publicado en 1989 para promocionar el álbum Hear What I Say de la cantante alemana C.C. Catch. 

## Sencillos
7" sencillo Metronome 873 586-7, Alemania 1989
1. «Midnight Hour» - 3:58
2. «Midnight Hour» (7" Versión) - 3:56

12" sencillo Metronome 873 587-1, Alemania 1989
1. «Midnight Hour» - 6:58
2. «Midnight Hour» (Dub Version) - 7:05
3. «Midnight Hour» (7" Versión) - 3:58

CD sencillo Metronome 873 587-2, Alemania 1989
1. «Midnight Hour» - 6:58
2. «Midnight Hour» (Dub Version) - 7:05
3. «Midnight Hour» (7" Versión) - 3:58

## Créditos
- Letra y música - Cindy Valentine y Tony Green
- Producción - Andy Taylor
- Remix - Keith Cohen
- Trabajo de arte - Ingrid Albrecht
- Fotografía - Brian Aris
- Mezcla - Dave Clayton y Joe Dworniak